# 喫茶マウンテン

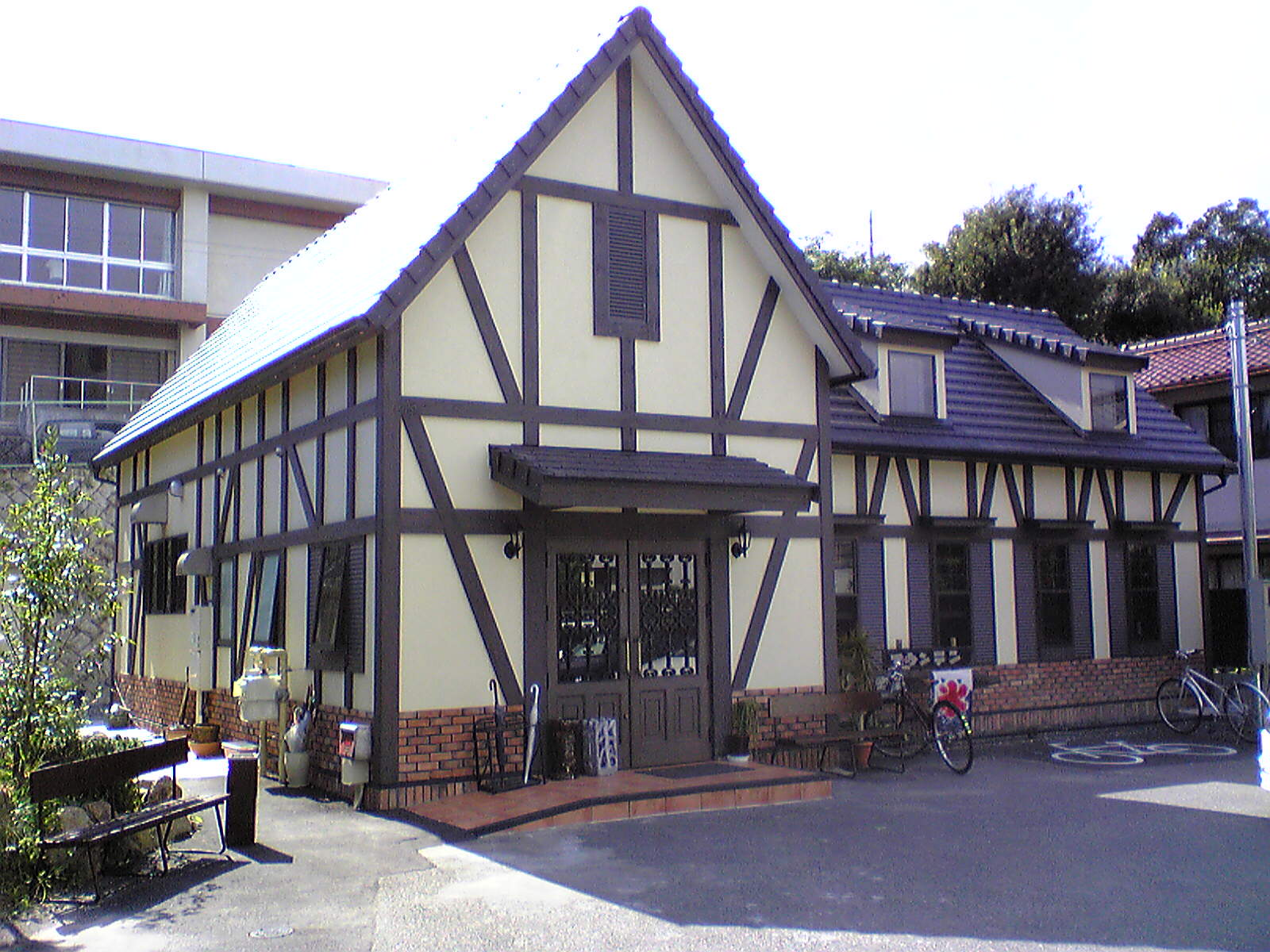
喫茶マウンテン外観

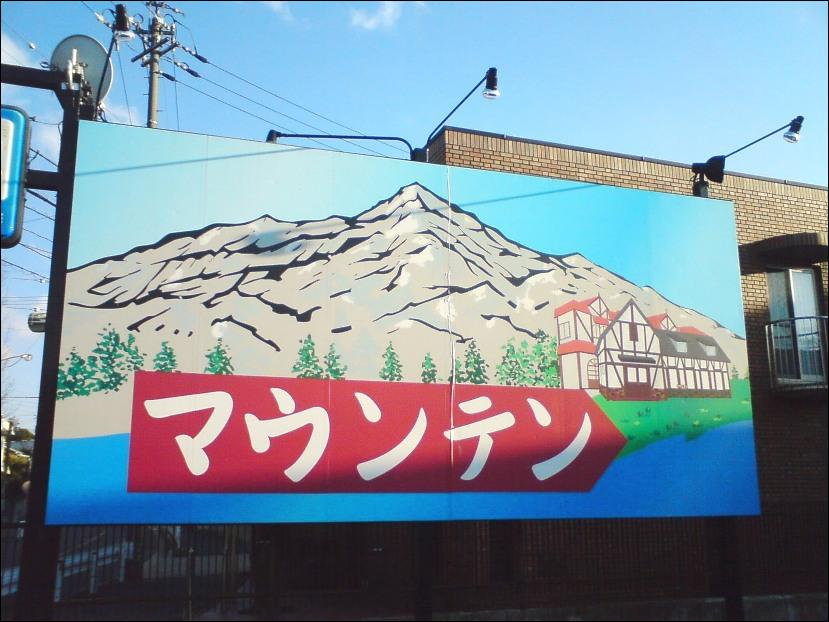
喫茶マウンテン看板（2013年2月23日撮影）

喫茶マウンテン（きっさマウンテン）は、愛知県名古屋市昭和区滝川町に構える日本の喫茶店。通称「マウンテン」・「山」など。

## 概要
2018年2月1日に創業50周年を迎えた老舗喫茶店。
創業当初は、近隣の大学生向けに大盛りスパゲティやピラフを安く出すことを特徴とする店であったが、甘いもの好きであった初代店主が「この世にないモノを作る」というコンセプトのもと、1990年代に「甘口スパ」の第1弾である「甘口抹茶小倉スパゲティ」を試行錯誤の末に開発。さらに「甘口いちごスパゲティ」「みそピラフ」「サボテンピラフ」「イカスミかき氷」「マンゴースペシャル（辛口）」「しるこスパ」「ナマズ煮込みスパ」などといった300種以上の「奇食」メニューを提供する店に変化し、愛知万博やインターネットの普及などもあって2005年頃より愛知以外でも存在が知られるようになった。なお、初代店主は2019年12月に直腸がんが見つかり引退したが、長男が2代目店主となり、孫（長男の息子）と共に味を引き継いでいる。
「奇食」メニューは、名前からは実物が想像しにくいものも多く、あえてどんなものが出てくるか分からないものを楽しんで注文する客もいるという。一部のメニューを除いて分量が極めて多いため、1人では完食できない者も少なくない。このことから店名の「マウンテン」を「山」となぞらえて、食べきれずに残してしまうことを「遭難」、完食することを「登頂」と言い表すようになった。2010年冬からは「マウンテンに登頂してみよう」と書かれたスタンプカードが作られた。カードには冬季限定である甘口いちごスパを含めた四種類の甘口パスタの項目があり、それぞれ完食時には「登頂」、できなかったときには「遭難」のスタンプが押される。すべて押されたカードで甘口パスタ一食と交換できる。なお、注文は中学生以下もしくは高齢者を除き、1人1品以上頼むこととされており、複数名で来店時の会計は全員分まとめて行うというルールがある。
耐震対策の為の店舗建替えにより、2006年11月5日から2007年6月29日までは営業を休止していた。建替え後は、看板の旧店舗の絵の上に新店舗の絵が貼られている。
2022年7月22日にYouTubeチャンネルを開設。あわせてアイドルグループ「ふぇありーているず！」がアンバサダーに就任した。
2022年10月4日より原材料高騰に伴い一部メニューの価格が改定された。
2023年7月4日に初代店主逝去。

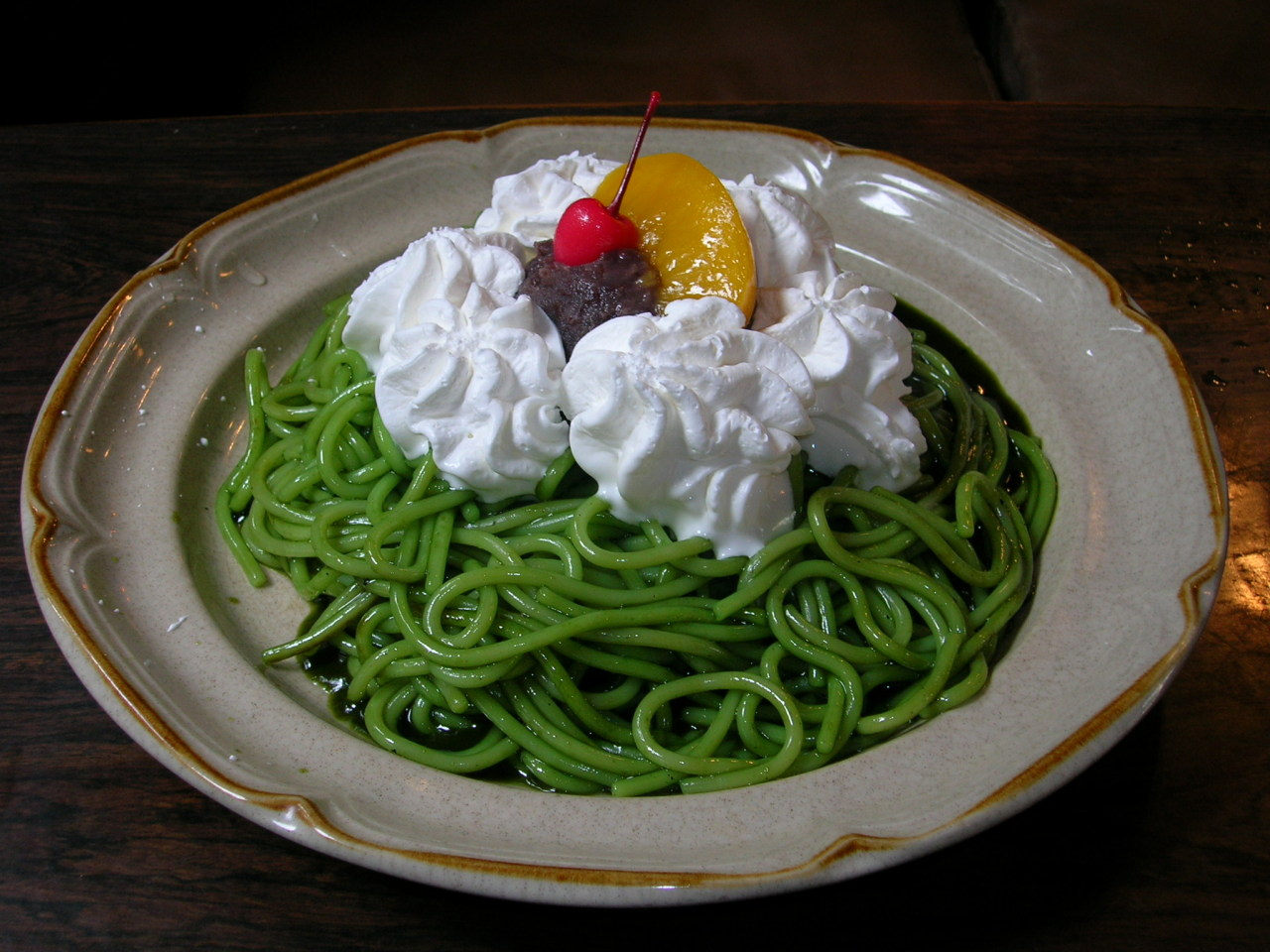
甘口抹茶小倉スパ
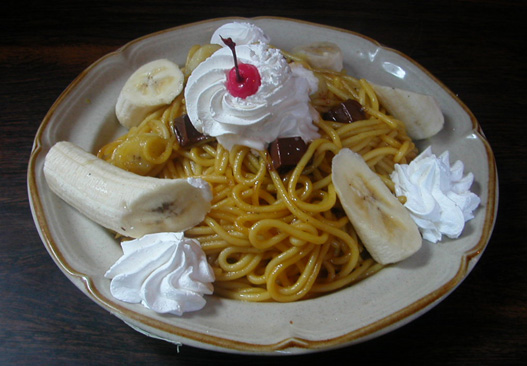
甘口バナナスパ
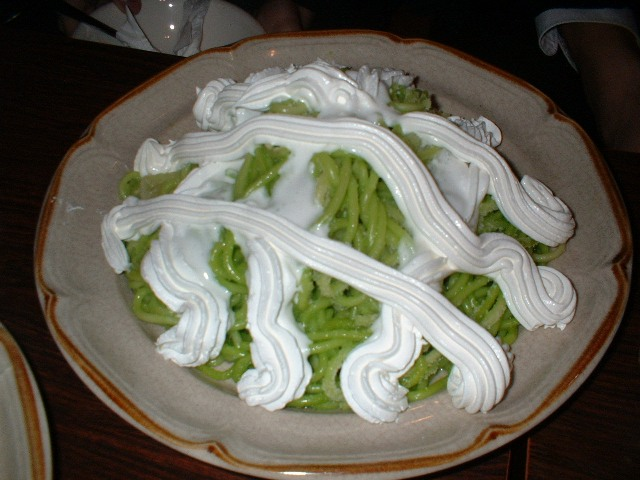
甘口メロンパン風スパ
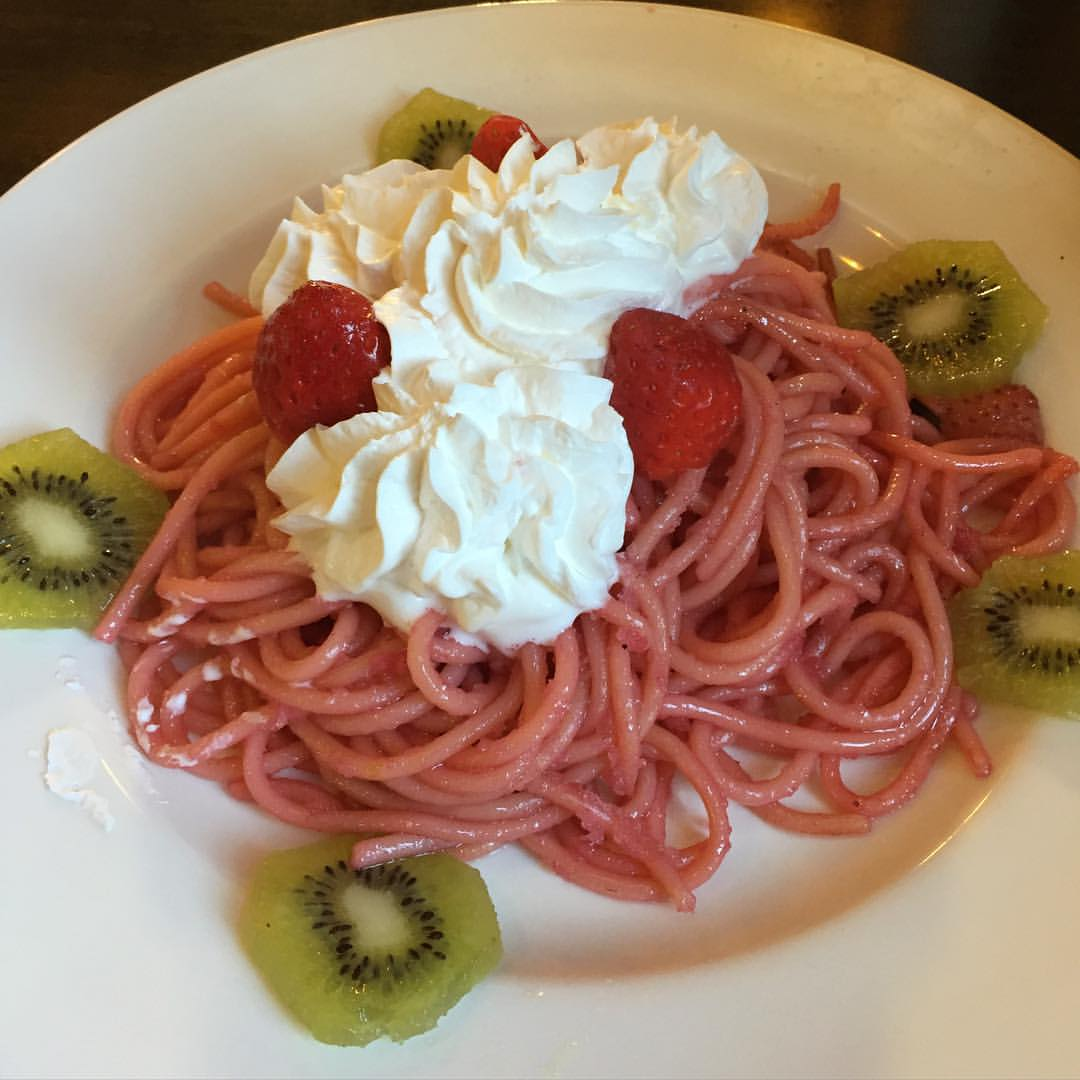
甘口いちごスパ
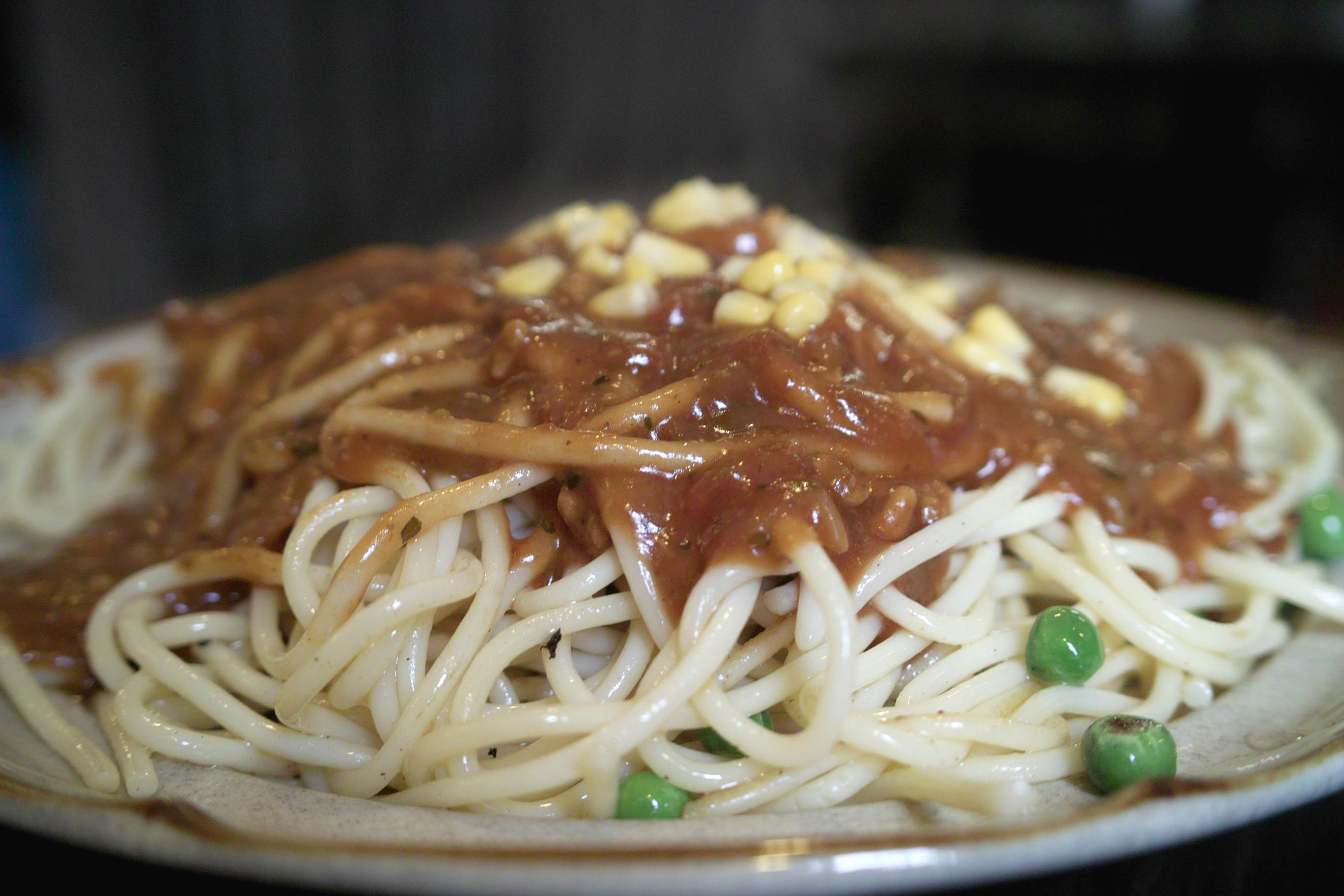
ミートスパ
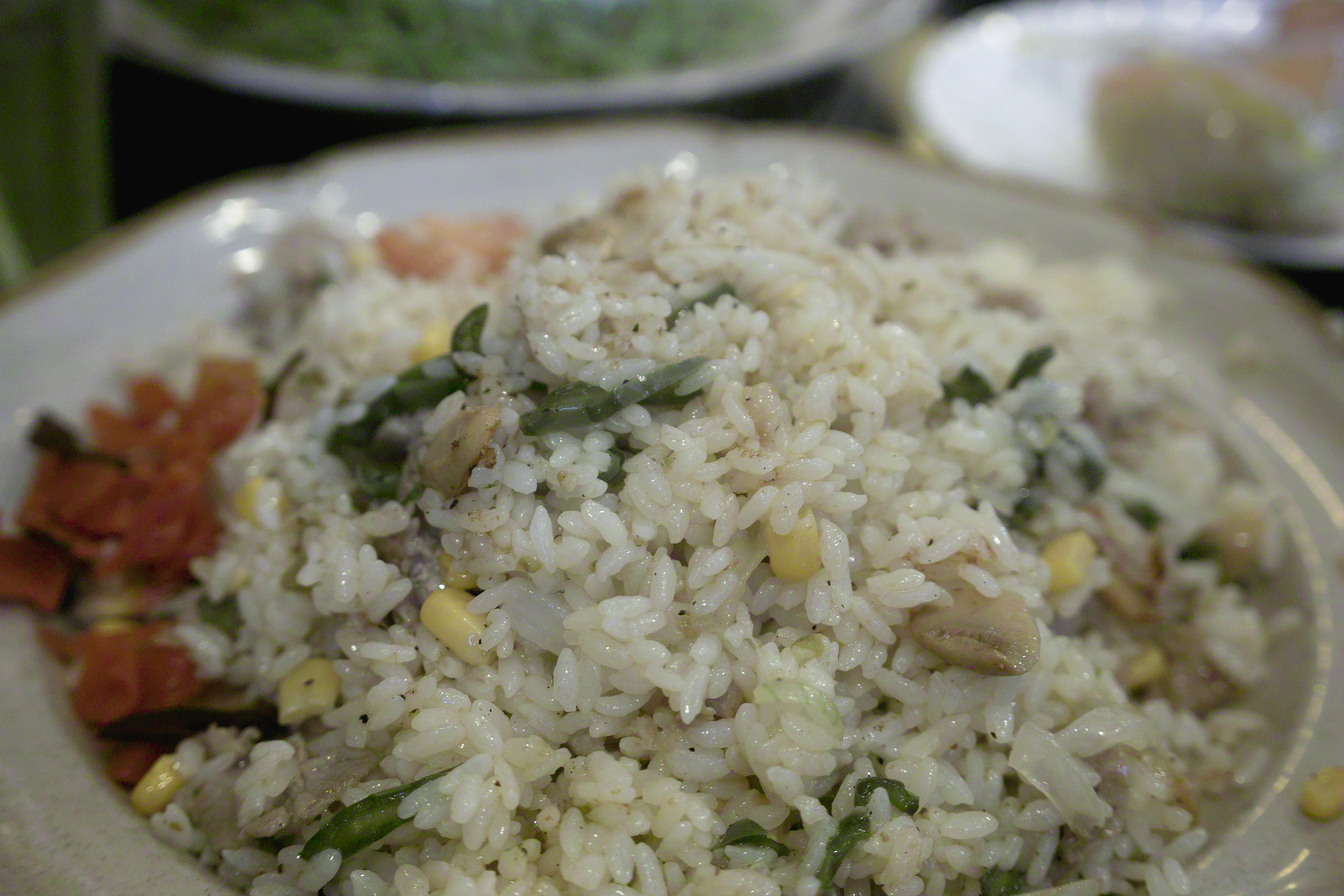
サボテンピラフ

## メディア出演など
- 2004年
  - 『小説新潮』にて、名古屋の名物を食べ歩く企画の中で紹介。
  - 『本当にあった愉快な話』11月号（竹書房）でリポートが掲載。
  - 村上春樹の『東京するめクラブ 地球のはぐれ方』（文藝春秋、2004年）で取り上げられた。
- 2005年
  - 『SPA!』4月19日号 77ページにマスターのコメントが掲載。
  - 4月27日、萬Z(量産型)が歌うテーマソング『霊峰マウンテン』が発売、店内でも販売。
  - 4月29日放送の「はなまるマーケット」（TBS）名古屋グルメ特集に「甘口メロンスパ」が紹介[注 2]。
- 2006年
  - 「ノブナガ」（CBC）の1コーナー「ヤッシーの写真マラソン」や、「笑いの金メダル」（ABC）の1コーナー「投稿あなたもヒロシ」に登場。
- 2007年
  - 10月30日放送の「元祖!でぶや」（テレビ東京）でスイーツとして「甘口抹茶小倉スパ」が紹介。
- 2008年
  - 2月7日放送の「いきなり!黄金伝説。」（テレビ朝日）の人気ご当地デカ盛りベスト10を完食せよの名古屋編（第2回）の9位のデカ盛りメニューとして「甘口抹茶小倉スパダブル」が登場。クワバタオハラの小原正子が40分弱で完食した。
  - 11月24日放送の「なるトモ!」（読売テレビ）の「なるトモ百科事典ギブペディア」で「甘口マーボー丼」が登場[注 3]。
- 2010年
  - 9月28日放送の「おにぎりあたためますか」（HTB）で登場。
- 2012年
  - 8月3日放送の「ゴリパラ見聞録」（テレビ西日本）で登場。メロンクリームパスタを注文。
- 2014年
  - 5月3日配信の「SKE48学園 #56」（Pigooオンデマンド）にて石田安奈、江籠裕奈、北野瑠華、磯原杏華が訪れ、小倉丼などを注文。
- 2015年
  - TVアニメ『ローリング☆ガールズ』第5話にてマウンテンをモデルにした喫茶店「マッハウンテン」が登場[11]。「甘口抹茶小倉スパ」も作中で登場する。
  - 4月29日放送の「ゴゴスマ -GO GO!Smile!-」（CBC）の「名古屋おもてなしツアー」にて石井亮次、松本明子、ニッチェが訪れ、甘口抹茶小倉スパを注文。
- 2020年
  - 12月12日放送の「有吉のお金発見 突撃!カネオくん」内の名古屋のクセが強いコーヒー店に潜入！デカ盛りコーヒー！で登場。

## 営業時間
- 営業時間：9:00 - 21:30（オーダーストップ：21:00）[12]。
- 定休日：毎週月曜日 （月曜が祝日の場合は、翌火曜日に繰り越し休業）[12]、年末年始[13]。

## 交通アクセス
- 名古屋市営地下鉄鶴舞線 いりなか駅より徒歩で約10分[12]。
- 名古屋市営地下鉄名城線 八事日赤駅より徒歩で約8分[12]。
- 名古屋市営バス「滝川町」バス停[注 4]より徒歩で約4分。